# 光学望遠鏡
光学望遠鏡（Optical telescope ）は、レンズや鏡など光学的手段により構成される望遠鏡である。電波望遠鏡が登場したことによってできたレトロニムである。

主鏡のサイズ比較

## 屈折望遠鏡
レンズを組み合わせた望遠鏡である。

## 反射望遠鏡
鏡を組み合わせた望遠鏡である。

## 反射屈折望遠鏡
レンズと鏡を組み合わせた望遠鏡である。